# Mongolosaurus
Mongolosaurus is een geslacht van plantenetende sauropode dinosauriërs, behorend tot de groep van de Neosauropoda, dat tijdens het vroege Krijt leefde in het gebied van de huidige Volksrepubliek China.

## Vondst en naamgeving
Op 3 juni 1928 vond Walter Wallis Granger, tijdens een expeditie van het American Museum of Natural History onder leiding van Roy Chapman Andrews, bij de On Gong Gol, nabij Hukongwulong in Binnen-Mongolië in Quarry 714 een tand. De typesoort Mongolosaurus haplodon werd in 1933 benoemd en beschreven door Charles Whitney Gilmore. De geslachtsnaam verwijst naar Mongolië. De soortaanduiding is afgeleid van het Klassiek Griekse haplóos, "eenmalig", en odoon, "tand", een verwijzing naar het feit dat het taxon op maar één tand gebaseerd is.

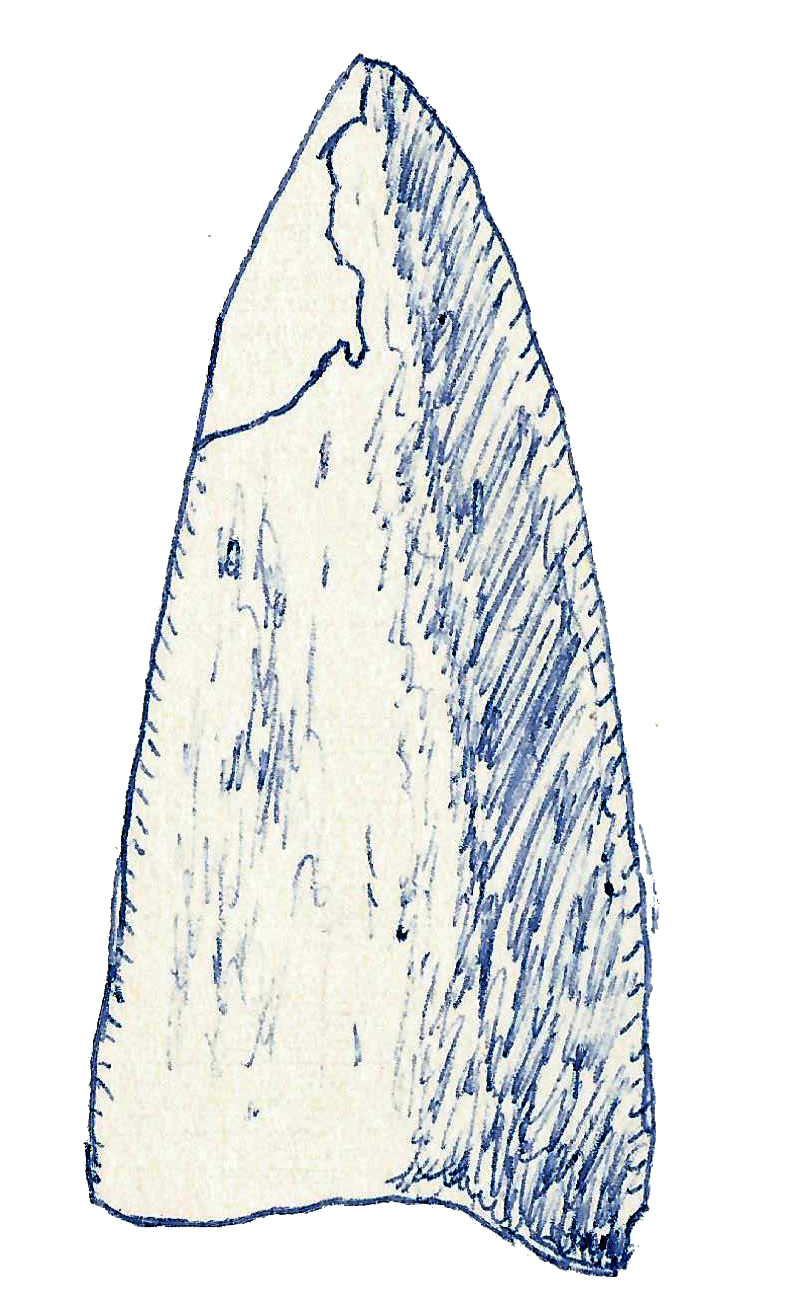
Schets van de tand

Het holotype, AMNH 6710, is gevonden in een laag van de On Gong-formatie waarvan de datering onzeker is maar in het Onder-Krijt valt. Het bestaat uit voornoemde tand. Daarnaast zijn van dezelfde vindplaats nog een half dozijn tanden, een schedelbasis en delen van de eerste drie halswervels aan de soort toegewezen die onder hetzelfde inventarisnummer gecatalogiseerd zijn en door Gilmore ook onder het typespecimen geschaard werden. Ook later zijn wat gelijkende tanden uit Azië aan Mongolosaurus toegeschreven.

## Beschrijving
De tanden zijn sauropode maar lijken verder niet in detail op die van enige bekende sauropode deelgroep. Ze hebben een tandkroonlengte van ruim drieënhalve centimeter. Ze zijn dun en cilindervormig met een bolling aan zowel de binnen- als de buitenzijde. Ze nemen naar het uiteinde toe in doorsnee af om te eindigen in een stompe punt. Aan beide kanten bevinden zich snijranden die tot aan de punt toe doorlopen; bij enkele exemplaren zijn die licht gekarteld. Het schedelbot, het os basioccipitale, is vrij kort gebouwd met korte processus, uitsteeksels.

## Fylogenie
De verwantschappen van Mongolosaurus zijn problematisch. Gilmore kwam niet verder dan een Sauropoda incertae sedis. Later zijn er slecht gefundeerde toewijzingen geweest aan de Diplodocidae, Titanosauridae en de Euhelopodinae. Vaak is het taxon als een nomen dubium beschouwd. Het gaat in ieder geval om een neosauropode. In 2005 concludeerde Jeffrey Wilson dat het vermoedelijk een lid van de Nemegtosauridae betrof.